# Шакун Тимофій Демидович
Тимофій Демидович Шакун (1906, місто Черкаси, тепер Черкаської області — ?) — український радянський діяч, директор Кам'янської МТС імені Сталіна Кам'янського району Кіровоградської (потім — Черкаської) області. Депутат Верховної Ради УРСР 2-го скликання.

## Життєпис
Народився у родині робітника. З юних років працював наймитом, а потім слюсарем Черкаського машинобудівного заводу.
Член ВКП(б) з 1931 року.
У 1933—1938 роках — завідувач нафтобази, заступник директора Кам'янської машинно-тракторної станції (МТС) на Черкащині.
У 1938—1941 роках — директор Кам'янської машинно-тракторної станції (МТС) імені Сталіна Кам'янського району Кіровоградської області.
Під час німецько-радянської війни — у Червоній армії, служив заступником командира 45-го кавалерійського дивізіону 4-го кавалерійського корпусу.
З 1944 року — директор Кам'янської ордена Леніна машинно-тракторної станції (МТС) імені Сталіна Кам'янського району Кіровоградської області.

## Звання
- капітан

## Нагороди
- медаль «За перемогу над Німеччиною у Великій Вітчизняній війні 1941—1945 років» (1945)
- мала золота медаль